# Sphenoptera aportata
Sphenoptera aportata es una especie de escarabajo del género Sphenoptera, familia Buprestidae. Fue descrita científicamente por Obenberger en 1920.

## Distribución
Habita en la región afrotropical.